# Liste der Kulturdenkmale in Hohenfelde (Steinburg)
In der Liste der Kulturdenkmale in Hohenfelde sind alle Kulturdenkmale der schleswig-holsteinischen Gemeinde Hohenfelde (Kreis Steinburg) und ihrer Ortsteile aufgelistet (Stand: 10. März 2025).

## Legende
In den Spalten befinden sich folgende Informationen:
- Objekt-ID: die Nummer des Kulturdenkmales
- Lage: die Adresse des Kulturdenkmales und die geographischen Koordinaten. Kartenansicht, um Koordinaten zu setzen. In der Kartenansicht sind Kulturdenkmale ohne Koordinaten mit einem roten Marker dargestellt und können in der Karte gesetzt werden. Kulturdenkmale ohne Bild sind mit einem blauen Marker gekennzeichnet, Kulturdenkmale mit Bild mit einem grünen Marker.
- Offizielle Bezeichnung: Bezeichnung des Kulturdenkmales
- Beschreibung: die Beschreibung des Kulturdenkmales
- Bild: ein Bild des Kulturdenkmales

## Sachgesamtheiten
| Objekt-ID      | Lage                                                       | Offizielle Bezeichnung | Beschreibung | Bild            |
| -------------- | ---------------------------------------------------------- | ---------------------- | --- | --------------- |
| 41031 Wikidata | Dorfstraße 34, Kirchenstraße (53° 50′ 39″ N, 9° 37′ 24″ O) | Kirche St. Nikolai     | Aktualisierung vorgesehen - Begründung: geschichtlich, künstlerisch, städtebaulich, Kulturlandschaft prägend - Schutzumfang: Kirche St. Nikolai mit Ausstattung, Kirchhof, Grabmale bis 1870, Lindenkranz (Kirchenstraße); Pastorat (Dorfstraße 34) | Fotos hochladen |

## Bauliche Anlagen
| Objekt-ID      | Lage                                        | Offizielle Bezeichnung             | Beschreibung | Bild |
| -------------- | ------------------------------------------- | ---------------------------------- | --- | ---- |
| 2017 Wikidata  | Dorfstraße 34 (53° 50′ 38″ N, 9° 37′ 20″ O) | Pastorat                           | Alteintragung (Aktualisierung vorgesehen) - Begründung: geschichtlich, städtebaulich - Schutzumfang: gesamtes Objekt - Denkmaltyp: Bauliche Anlage, Sachgesamtheit: Kirche St. Nikolai | BW   |
| 52580          | Dorfstraße 50 (53° 50′ 39″ N, 9° 37′ 33″ O) | ehem. Schule                       | ehem. Schule; 1913, Architekt Christian Hachmann; zweigeschossiger giebelständiger Backsteinbau im Heimatschutzstil unter hohem Satteldach mit Vollwalm auf der Rückseite - Begründung: geschichtlich, künstlerisch, städtebaulich - Schutzumfang: gesamtes Objekt - Denkmaltyp: Bauliche Anlage | BW   |
| 1541 Wikidata  | Dorfstraße (53° 50′ 39″ N, 9° 37′ 24″ O)    | Kirche St. Nikolai mit Ausstattung | Alteintragung (Aktualisierung vorgesehen) - Begründung: geschichtlich, künstlerisch, städtebaulich - Schutzumfang: gesamtes Objekt - Denkmaltyp: Bauliche Anlage, Sachgesamtheit: Kirche St. Nikolai                                                                                             | BW   |
| 15719 Wikidata | Oberreihe 3 (53° 50′ 12″ N, 9° 36′ 8″ O)    | Fachhallenhaus                     | Alteintragung (Aktualisierung vorgesehen) - Begründung: geschichtlich, Kulturlandschaft prägend - Schutzumfang: gesamtes Objekt - Denkmaltyp: Bauliche Anlage | BW   |

## Bauliche Anlagen und Gründenkmale
| Objekt-ID      | Lage                                     | Offizielle Bezeichnung | Beschreibung | Bild |
| -------------- | ---------------------------------------- | ---------------------- | --- | ---- |
| 19718 Wikidata | Dorfstraße (53° 50′ 39″ N, 9° 37′ 25″ O) | Kirchhof               | Alteintragung (Aktualisierung vorgesehen) - Begründung: geschichtlich, Kulturlandschaft prägend - Schutzumfang: Kirchhof, Grabmale bis 1870, Lindenkranz - Denkmaltyp: Gründenkmal, Sachgesamtheit: Kirche St. Nikolai | BW   |

## Quelle
- Liste der Kulturdenkmale in Schleswig-Holstein – Kreis Steinburg

- Karte mit allen Koordinaten:
- OSM |
- WikiMap